# Kiflom Sium
Kiflom Sium (ur. 1 stycznia 1987 w Alekbia) – erytrejski lekkoatleta specjalizujący się w biegach długich.
Pięć razy startował w przełajowych mistrzostwach świata zdobywając dwa medale (srebrny i brązowy) w rywalizacji drużynowej. W 2012 zdobył srebrny medal mistrzostw świata w półmaratonie w rywalizacji drużynowej.

## Osiągnięcia
| Rok  | Impreza                                   | Miejsce       | Konkurencja            | Lokata      | Wynik   |
| ---- | ----------------------------------------- | ------------- | ---------------------- | ----------- | ------- |
| 2005 | Mistrzostwa świata w biegach przełajowych | Saint-Galmier | bieg juniorów          | 18. miejsce | 24:56   |
| 2006 | Mistrzostwa świata w biegach przełajowych | Fukuoka       | bieg juniorów          | 12. miejsce | 24:22   |
| 2006 | Mistrzostwa świata w biegach przełajowych | Fukuoka       | drużyna juniorów       | 3. miejsce  |         |
| 2007 | Mistrzostwa świata w biegach przełajowych | Mombasa       | bieg seniorów          | 29. miejsce | 38:19   |
| 2008 | Mistrzostwa świata w biegach przełajowych | Edynburg      | bieg seniorów          | 86. miejsce | 38:07   |
| 2010 | Mistrzostwa świata w biegach przełajowych | Bydgoszcz     | bieg seniorów          | 23. miejsce | 34:24   |
| 2010 | Mistrzostwa świata w biegach przełajowych | Bydgoszcz     | drużyna seniorów       | 2. miejsce  |         |
| 2012 | Mistrzostwa świata w półmaratonie         | Kawarna       | półmaraton             | 10. miejsce | 1:02:12 |
| 2012 | Mistrzostwa świata w półmaratonie         | Kawarna       | półmaraton (drużynowo) | 2. miejsce  | 3:04:41 |
| 2013 | Mistrzostwa świata                        | Moskwa        | maraton                | 31. miejsce | 2:20:01 |

## Rekordy życiowe
| Konkurencja     | Rezultat | Data             | Miejsce |
| --------------- | -------- | ---------------- | ------- |
| Bieg na 10000 m | 28:29,59 | 28 lipca 2007    | Avilés  |
| Półmaraton      | 1:01:54  | 17 września 2011 | Porto   |
| Maraton         | 2:11:09  | 21 kwietnia 2012 | Padwa   |